# Vicomté de Fenouillèdes

Blason des vicomtes de Fenouillet

La vicomté du Fenouillèdes ou Vicomté de Fenouillet, désigné comme comté de Fenouillet aux IXe – XIe siècles, a existé du XIe au XIIIe siècle et occupe plus ou moins le territoire actuel de la région naturelle de Fenouillèdes avec pour siège le château Saint-Pierre de Fenouillet. Ses limites sont à l'ouest les gorges de la Pierre-Lys où est fondée l'abbaye de Saint-Martin-Lys d'où elles remontent la rive droite de la haute vallée de l'Aude jusqu'à Escouloubre. Au-delà de l'Aude, à l'ouest, sont compris les territoires des villages actuels de Cailla, Artigues et Axat. Au sud c'est une ligne qui court depuis le sommet du massif du Madres jusqu'au Tuc ou Pic Dourmidou, puis qui passe au sud des communes de Rabouillet et Sournia jusqu'à Bélesta-la-Frontière, pour finir à Latour-de-France.  A l'est la limite est fixée à Latour-de-France et Maury qui sont en Fenouillèdes. Au nord c'est la première crête des Corbières qui sépare le Fenouilèdes du Peyrapertusès.

## Histoire

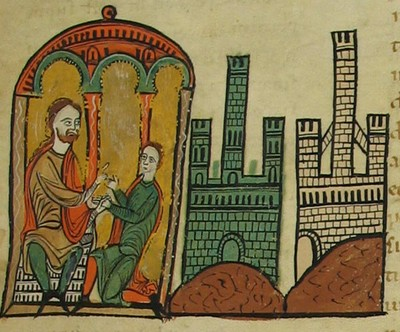
Bernard Taillefer de Besalú et son fils Guillaume Ier, seigneurs éminents du Fenouillèdes vers 1030.

Ancien pagus, la vicomté est peut-être issue du partage du comté de Razès vers 874, entre les familles de Cerdagne et de Carcassonne. Les frères Oliba II de Carcassonne et Acfred de Razès d'un côté et Miron Ier et Guifred le Velu d'un autre, se présentent comme cousins les uns des autres. Alors qu'Oliba II possède encore la région en 874, la vicomté, alors appelé comté, fait partie de l'héritage des comtes de Cerdagne à partir du règne de Miron Ier le Vieux (870-896).
Un autre hypothèse propose que le Fenouillèdes, déjà individualisé, est contrôlé progressivement par le comte Sunifred II de Cerdagne dans les années 950. En 954, il obtient un bulle du pape Agapet II en faveur de l'abbaye de Saint-Martin-Lys. En 958 ce même comte donne la vallée de Sainte-Croix et le roc où sera construit le château de Puilaurens à l'abbaye Saint-Michel de Cuxa. Sunifred dote et protège les abbayes de Saint-Martin-Lys et Saint-Paul-de-Fenouillet.
Le territoire passe ensuite aux comtes de Besalu à partir de Bernard Taillefer vers 988. C'est à cette époque que les premiers vicomtes héréditaires apparaissent avec Pierre Ier de Fenouillet, documenté en 992.
Vers 1000 Bernard Taillefer comte de Cerdagne fonde le monastère Saint-Pierre de Fenouillet et soumet celui de Saint-Paul-de-Fenouillet à l'abbaye de Cuxa. C'est à cette dernière occasion que nous possèdons la première trace du vicomte Pierre Ier de Fenouillet.
De 1017 à 1020, le territoire de la vicomté est intégré à l'évêché de Besalú dont l'évêque est Guifré, le fils du comte Bernard Taillefer, au détriment du diocèse de Narbonne. Le comte Bernard Taillefer envisage un temps que le monastère de Saint-Paul-de-Fenouillet accueille la cathédrale avant que Besalú ne soit choisi.
À la mort de Bernard III de Besalú en 1111, Raimond Bérenger III de Barcelone hérite de la suzeraineté sur la vicomté et l'inféode à son demi-frère Aymeri II de Narbonne. Les vicomtes de Fenouillet suivants seront vassaux de sa fille, la vicomtesse Ermengarde.
En 1162, le roi d'Aragon Alphonse II est le seigneur nominal, puis ses successeurs jusqu'en 1258, lorsque le traité de Corbeil signé par Jacques Ier le Conquérant entérine l'annexion du Fenouillèdes au royaume de France. En juin 1193, le roi inféode les vicomtés de Narbonne et de Fenouillèdes ainsi que le Perapertusès au comte de Foix, Raimond-Roger.
Il semble qu'en 1249 Chabert de Barbeira prenne sous sa protection la vicomté au nom de la vicomtesse Guéraude de Calders, alors que Pierre V de Fenouillet se fait Templier au Mas Deu. En 1255, Hugues de Saissac vicomte de Fenouillet rend hommage au vicomte de Narbonne pour le Fenouillèdes. Le dernier vicomte Hugues de Fenouillet meurt en 1261.
La vicomté disparaît et laisse place à la viguerie de Fenouillèdes et au bailliage de Sault, qui englobe le Roquefortès qui faisait jusqu'alors partie intégrante du Fenouillèdes. Les descendants des vicomtes de Fenouillet, les de Saissac, devenus vicomtes d'Ille en Roussillon mènent plusieurs procès pour récupérer leur héritage jusqu'au XIVe siècle.

## Généalogie des vicomtes de Fenouillèdes
Arbre généalogique établi à partir de l'ouvrage d'Armand de Fluvià :
|           |           |           |           |           |           |            |            |            |            | Sentill Senyor de Cameles | Sentill Senyor de Cameles | Sentill Senyor de Cameles                     | Sentill Senyor de Cameles                     | Sentill Senyor de Cameles                     | Sentill Senyor de Cameles                     |                                               |                                               |                                     |                                     |                                             |                                             | Adelaida                                     | Adelaida                                     | Adelaida                                     | Adelaida                                     | Adelaida                                     | Adelaida                                     |                                      |                                      |                                      |                                      |                                 |                                 |                                 |                                 |              |              |              |              |              |              |  |  |
|           |           |           |           |           |           |            |            |            |            | Sentill Senyor de Cameles | Sentill Senyor de Cameles | Sentill Senyor de Cameles                     | Sentill Senyor de Cameles                     | Sentill Senyor de Cameles                     | Sentill Senyor de Cameles                     |                                               |                                               |                                     |                                     |                                             |                                             | Adelaida                                     | Adelaida                                     | Adelaida                                     | Adelaida                                     | Adelaida                                     | Adelaida                                     |                                      |                                      |                                      |                                      |                                 |                                 |                                 |                                 |              |              |              |              |              |              |  |  |
|           |           |           |           |           |           |            |            |            |            |                           |                           |                                               |                                               |                                               |                                               |                                               |                                               |                                     |                                     |                                             |                                             |                                              |                                              |                                              |                                              |                                              |                                              |                                      |                                      |                                      |                                      |                                 |                                 |                                 |                                 |              |              |              |              |              |              |  |  |
|           |           |           |           |           |           |            |            |            |            |                           |                           |                                               |                                               |                                               |                                               | Peire I, (? - vers 1017) 992-1017             | Peire I, (? - vers 1017) 992-1017             | Peire I, (? - vers 1017) 992-1017   | Peire I, (? - vers 1017) 992-1017   | Peire I, (? - vers 1017) 992-1017           | Peire I, (? - vers 1017) 992-1017           |                                              |                                              |                                              |                                              |                                              |                                              | Inconnue                             | Inconnue                             | Inconnue                             | Inconnue                             | Inconnue                        | Inconnue                        |                                 |                                 |              |              |              |              |              |              |  |  |
|           |           |           |           |           |           |            |            |            |            |                           |                           |                                               |                                               |                                               |                                               | Peire I, (? - vers 1017) 992-1017             | Peire I, (? - vers 1017) 992-1017             | Peire I, (? - vers 1017) 992-1017   | Peire I, (? - vers 1017) 992-1017   | Peire I, (? - vers 1017) 992-1017           | Peire I, (? - vers 1017) 992-1017           |                                              |                                              |                                              |                                              |                                              |                                              | Inconnue                             | Inconnue                             | Inconnue                             | Inconnue                             | Inconnue                        | Inconnue                        |                                 |                                 |              |              |              |              |              |              |  |  |
|           |           |           |           |           |           |            |            |            |            |                           |                           |                                               |                                               |                                               |                                               |                                               |                                               |                                     |                                     |                                             |                                             |                                              |                                              |                                              |                                              |                                              |                                              |                                      |                                      |                                      |                                      |                                 |                                 |                                 |                                 |              |              |              |              |              |              |  |  |
|           |           |           |           |           |           |            |            |            |            | Guisla                    | Guisla                    | Guisla                                        | Guisla                                        | Guisla                                        | Guisla                                        |                                               |                                               |                                     |                                     |                                             |                                             | Udalgar I (? - vers 1070) 1017-1070          | Udalgar I (? - vers 1070) 1017-1070          | Udalgar I (? - vers 1070) 1017-1070          | Udalgar I (? - vers 1070) 1017-1070          | Udalgar I (? - vers 1070) 1017-1070          | Udalgar I (? - vers 1070) 1017-1070          |                                      |                                      |                                      |                                      |                                 |                                 |                                 |                                 |              |              |              |              |              |              |  |  |
|           |           |           |           |           |           |            |            |            |            | Guisla                    | Guisla                    | Guisla                                        | Guisla                                        | Guisla                                        | Guisla                                        |                                               |                                               |                                     |                                     |                                             |                                             | Udalgar I (? - vers 1070) 1017-1070          | Udalgar I (? - vers 1070) 1017-1070          | Udalgar I (? - vers 1070) 1017-1070          | Udalgar I (? - vers 1070) 1017-1070          | Udalgar I (? - vers 1070) 1017-1070          | Udalgar I (? - vers 1070) 1017-1070          |                                      |                                      |                                      |                                      |                                 |                                 |                                 |                                 |              |              |              |              |              |              |  |  |
|           |           |           |           |           |           |            |            |            |            |                           |                           |                                               |                                               |                                               |                                               |                                               |                                               |                                     |                                     |                                             |                                             |                                              |                                              |                                              |                                              |                                              |                                              |                                      |                                      |                                      |                                      |                                 |                                 |                                 |                                 |              |              |              |              |              |              |  |  |
|           |           |           |           |           |           |            |            |            |            |                           |                           |                                               |                                               |                                               |                                               | Peire II (? - vers 1079) 1070-1079            | Peire II (? - vers 1079) 1070-1079            | Peire II (? - vers 1079) 1070-1079  | Peire II (? - vers 1079) 1070-1079  | Peire II (? - vers 1079) 1070-1079          | Peire II (? - vers 1079) 1070-1079          |                                              |                                              |                                              |                                              |                                              |                                              | Bel·lisenda                          | Bel·lisenda                          | Bel·lisenda                          | Bel·lisenda                          | Bel·lisenda                     | Bel·lisenda                     |                                 |                                 |              |              |              |              |              |              |  |  |
|           |           |           |           |           |           |            |            |            |            |                           |                           |                                               |                                               |                                               |                                               | Peire II (? - vers 1079) 1070-1079            | Peire II (? - vers 1079) 1070-1079            | Peire II (? - vers 1079) 1070-1079  | Peire II (? - vers 1079) 1070-1079  | Peire II (? - vers 1079) 1070-1079          | Peire II (? - vers 1079) 1070-1079          |                                              |                                              |                                              |                                              |                                              |                                              | Bel·lisenda                          | Bel·lisenda                          | Bel·lisenda                          | Bel·lisenda                          | Bel·lisenda                     | Bel·lisenda                     |                                 |                                 |              |              |              |              |              |              |  |  |
|           |           |           |           |           |           |            |            |            |            |                           |                           |                                               |                                               |                                               |                                               |                                               |                                               |                                     |                                     |                                             |                                             |                                              |                                              |                                              |                                              |                                              |                                              |                                      |                                      |                                      |                                      |                                 |                                 |                                 |                                 |              |              |              |              |              |              |  |  |
|           |           |           |           |           |           |            |            |            |            | Amaltruda                 | Amaltruda                 | Amaltruda                                     | Amaltruda                                     | Amaltruda                                     | Amaltruda                                     |                                               |                                               |                                     |                                     |                                             |                                             | Arnaud Guillaume I (? - vers 1095) 1079-1095 | Arnaud Guillaume I (? - vers 1095) 1079-1095 | Arnaud Guillaume I (? - vers 1095) 1079-1095 | Arnaud Guillaume I (? - vers 1095) 1079-1095 | Arnaud Guillaume I (? - vers 1095) 1079-1095 | Arnaud Guillaume I (? - vers 1095) 1079-1095 |                                      |                                      |                                      |                                      |                                 |                                 |                                 |                                 |              |              |              |              |              |              |  |  |
|           |           |           |           |           |           |            |            |            |            | Amaltruda                 | Amaltruda                 | Amaltruda                                     | Amaltruda                                     | Amaltruda                                     | Amaltruda                                     |                                               |                                               |                                     |                                     |                                             |                                             | Arnaud Guillaume I (? - vers 1095) 1079-1095 | Arnaud Guillaume I (? - vers 1095) 1079-1095 | Arnaud Guillaume I (? - vers 1095) 1079-1095 | Arnaud Guillaume I (? - vers 1095) 1079-1095 | Arnaud Guillaume I (? - vers 1095) 1079-1095 | Arnaud Guillaume I (? - vers 1095) 1079-1095 |                                      |                                      |                                      |                                      |                                 |                                 |                                 |                                 |              |              |              |              |              |              |  |  |
|           |           |           |           |           |           |            |            |            |            |                           |                           |                                               |                                               |                                               |                                               |                                               |                                               |                                     |                                     |                                             |                                             |                                              |                                              |                                              |                                              |                                              |                                              |                                      |                                      |                                      |                                      |                                 |                                 |                                 |                                 |              |              |              |              |              |              |  |  |
|           |           |           |           |           |           |            |            |            |            |                           |                           |                                               |                                               |                                               |                                               |                                               |                                               |                                     |                                     |                                             |                                             |                                              |                                              |                                              |                                              |                                              |                                              |                                      |                                      |                                      |                                      |                                 |                                 |                                 |                                 |              |              |              |              |              |              |  |  |
| Mafalda ? | Mafalda ? | Mafalda ? | Mafalda ? | Mafalda ? | Mafalda ? |            |            |            |            |                           |                           | Arnaud Guillaume II (? - vers 1102) 1095-1102 | Arnaud Guillaume II (? - vers 1102) 1095-1102 | Arnaud Guillaume II (? - vers 1102) 1095-1102 | Arnaud Guillaume II (? - vers 1102) 1095-1102 | Arnaud Guillaume II (? - vers 1102) 1095-1102 | Arnaud Guillaume II (? - vers 1102) 1095-1102 |                                     |                                     | Guillaume Peire I (? - vers 1119) 1102-1119 | Guillaume Peire I (? - vers 1119) 1102-1119 | Guillaume Peire I (? - vers 1119) 1102-1119  | Guillaume Peire I (? - vers 1119) 1102-1119  | Guillaume Peire I (? - vers 1119) 1102-1119  | Guillaume Peire I (? - vers 1119) 1102-1119  |                                              |                                              |                                      |                                      |                                      |                                      | Matel·la ?                      | Matel·la ?                      | Matel·la ?                      | Matel·la ?                      | Matel·la ?   | Matel·la ?   |              |              |              |              |  |  |
| Mafalda ? | Mafalda ? | Mafalda ? | Mafalda ? | Mafalda ? | Mafalda ? |            |            |            |            |                           |                           | Arnaud Guillaume II (? - vers 1102) 1095-1102 | Arnaud Guillaume II (? - vers 1102) 1095-1102 | Arnaud Guillaume II (? - vers 1102) 1095-1102 | Arnaud Guillaume II (? - vers 1102) 1095-1102 | Arnaud Guillaume II (? - vers 1102) 1095-1102 | Arnaud Guillaume II (? - vers 1102) 1095-1102 |                                     |                                     | Guillaume Peire I (? - vers 1119) 1102-1119 | Guillaume Peire I (? - vers 1119) 1102-1119 | Guillaume Peire I (? - vers 1119) 1102-1119  | Guillaume Peire I (? - vers 1119) 1102-1119  | Guillaume Peire I (? - vers 1119) 1102-1119  | Guillaume Peire I (? - vers 1119) 1102-1119  |                                              |                                              |                                      |                                      |                                      |                                      | Matel·la ?                      | Matel·la ?                      | Matel·la ?                      | Matel·la ?                      | Matel·la ?   | Matel·la ?   |              |              |              |              |  |  |
|           |           |           |           |           |           |            |            |            |            |                           |                           |                                               |                                               |                                               |                                               |                                               |                                               |                                     |                                     |                                             |                                             |                                              |                                              |                                              |                                              |                                              |                                              |                                      |                                      |                                      |                                      |                                 |                                 |                                 |                                 |              |              |              |              |              |              |  |  |
|           |           |           |           |           |           |            |            |            |            |                           |                           |                                               |                                               | 1. Norícia 2. Ava                             | 1. Norícia 2. Ava                             | 1. Norícia 2. Ava                             | 1. Norícia 2. Ava                             | 1. Norícia 2. Ava                   | 1. Norícia 2. Ava                   |                                             |                                             |                                              |                                              |                                              |                                              | Udalgar II (? - vers 1164) 1119-1164         | Udalgar II (? - vers 1164) 1119-1164         | Udalgar II (? - vers 1164) 1119-1164 | Udalgar II (? - vers 1164) 1119-1164 | Udalgar II (? - vers 1164) 1119-1164 | Udalgar II (? - vers 1164) 1119-1164 |                                 |                                 |                                 |                                 |              |              |              |              |              |              |  |  |
|           |           |           |           |           |           |            |            |            |            |                           |                           |                                               |                                               | 1. Norícia 2. Ava                             | 1. Norícia 2. Ava                             | 1. Norícia 2. Ava                             | 1. Norícia 2. Ava                             | 1. Norícia 2. Ava                   | 1. Norícia 2. Ava                   |                                             |                                             |                                              |                                              |                                              |                                              | Udalgar II (? - vers 1164) 1119-1164         | Udalgar II (? - vers 1164) 1119-1164         | Udalgar II (? - vers 1164) 1119-1164 | Udalgar II (? - vers 1164) 1119-1164 | Udalgar II (? - vers 1164) 1119-1164 | Udalgar II (? - vers 1164) 1119-1164 |                                 |                                 |                                 |                                 |              |              |              |              |              |              |  |  |
|           |           |           |           |           |           |            |            |            |            |                           |                           |                                               |                                               |                                               |                                               |                                               |                                               |                                     |                                     |                                             |                                             |                                              |                                              |                                              |                                              |                                              |                                              |                                      |                                      |                                      |                                      |                                 |                                 |                                 |                                 |              |              |              |              |              |              |  |  |
|           |           |           |           |           |           |            |            |            |            |                           |                           |                                               |                                               |                                               |                                               |                                               |                                               |                                     |                                     |                                             |                                             |                                              |                                              |                                              |                                              |                                              |                                              |                                      |                                      |                                      |                                      |                                 |                                 |                                 |                                 |              |              |              |              |              |              |  |  |
|           |           |           |           |           |           | Inconnue ? | Inconnue ? | Inconnue ? | Inconnue ? | Inconnue ?                | Inconnue ?                |                                               |                                               |                                               |                                               | Peire III (? - vers 1102) 1164-1165           | Peire III (? - vers 1102) 1164-1165           | Peire III (? - vers 1102) 1164-1165 | Peire III (? - vers 1102) 1164-1165 | Peire III (? - vers 1102) 1164-1165         | Peire III (? - vers 1102) 1164-1165         |                                              |                                              | Arnaud I (? - vers 1173) 1165-1173           | Arnaud I (? - vers 1173) 1165-1173           | Arnaud I (? - vers 1173) 1165-1173           | Arnaud I (? - vers 1173) 1165-1173           | Arnaud I (? - vers 1173) 1165-1173   | Arnaud I (? - vers 1173) 1165-1173   |                                      |                                      |                                 |                                 |                                 |                                 | Ermengarda ? | Ermengarda ? | Ermengarda ? | Ermengarda ? | Ermengarda ? | Ermengarda ? |  |  |
|           |           |           |           |           |           | Inconnue ? | Inconnue ? | Inconnue ? | Inconnue ? | Inconnue ?                | Inconnue ?                |                                               |                                               |                                               |                                               | Peire III (? - vers 1102) 1164-1165           | Peire III (? - vers 1102) 1164-1165           | Peire III (? - vers 1102) 1164-1165 | Peire III (? - vers 1102) 1164-1165 | Peire III (? - vers 1102) 1164-1165         | Peire III (? - vers 1102) 1164-1165         |                                              |                                              | Arnaud I (? - vers 1173) 1165-1173           | Arnaud I (? - vers 1173) 1165-1173           | Arnaud I (? - vers 1173) 1165-1173           | Arnaud I (? - vers 1173) 1165-1173           | Arnaud I (? - vers 1173) 1165-1173   | Arnaud I (? - vers 1173) 1165-1173   |                                      |                                      |                                 |                                 |                                 |                                 | Ermengarda ? | Ermengarda ? | Ermengarda ? | Ermengarda ? | Ermengarda ? | Ermengarda ? |  |  |
|           |           |           |           |           |           |            |            |            |            |                           |                           |                                               |                                               |                                               |                                               |                                               |                                               |                                     |                                     |                                             |                                             |                                              |                                              |                                              |                                              |                                              |                                              |                                      |                                      |                                      |                                      |                                 |                                 |                                 |                                 |              |              |              |              |              |              |  |  |
|           |           |           |           |           |           |            |            |            |            |                           |                           |                                               |                                               |                                               |                                               |                                               |                                               | Peire IV, (? - vers 1209) 1179-1209 | Peire IV, (? - vers 1209) 1179-1209 | Peire IV, (? - vers 1209) 1179-1209         | Peire IV, (? - vers 1209) 1179-1209         | Peire IV, (? - vers 1209) 1179-1209          | Peire IV, (? - vers 1209) 1179-1209          |                                              |                                              |                                              |                                              |                                      |                                      | Ava I (? - vers 1229) 1173-1229      | Ava I (? - vers 1229) 1173-1229      | Ava I (? - vers 1229) 1173-1229 | Ava I (? - vers 1229) 1173-1229 | Ava I (? - vers 1229) 1173-1229 | Ava I (? - vers 1229) 1173-1229 |              |              |              |              |              |              |  |  |
|           |           |           |           |           |           |            |            |            |            |                           |                           |                                               |                                               |                                               |                                               |                                               |                                               | Peire IV, (? - vers 1209) 1179-1209 | Peire IV, (? - vers 1209) 1179-1209 | Peire IV, (? - vers 1209) 1179-1209         | Peire IV, (? - vers 1209) 1179-1209         | Peire IV, (? - vers 1209) 1179-1209          | Peire IV, (? - vers 1209) 1179-1209          |                                              |                                              |                                              |                                              |                                      |                                      | Ava I (? - vers 1229) 1173-1229      | Ava I (? - vers 1229) 1173-1229      | Ava I (? - vers 1229) 1173-1229 | Ava I (? - vers 1229) 1173-1229 | Ava I (? - vers 1229) 1173-1229 | Ava I (? - vers 1229) 1173-1229 |              |              |              |              |              |              |  |  |
|           |           |           |           |           |           |            |            |            |            |                           |                           |                                               |                                               |                                               |                                               |                                               |                                               |                                     |                                     |                                             |                                             |                                              |                                              |                                              |                                              |                                              |                                              |                                      |                                      |                                      |                                      |                                 |                                 |                                 |                                 |              |              |              |              |              |              |  |  |
|           |           |           |           |           |           |            |            |            |            |                           |                           | 1. Ermessenda 2. Gueraua de Calders           | 1. Ermessenda 2. Gueraua de Calders           | 1. Ermessenda 2. Gueraua de Calders           | 1. Ermessenda 2. Gueraua de Calders           | 1. Ermessenda 2. Gueraua de Calders           | 1. Ermessenda 2. Gueraua de Calders           |                                     |                                     |                                             |                                             |                                              |                                              | Peire V (? - vers 1243) 1209-1229            | Peire V (? - vers 1243) 1209-1229            | Peire V (? - vers 1243) 1209-1229            | Peire V (? - vers 1243) 1209-1229            | Peire V (? - vers 1243) 1209-1229    | Peire V (? - vers 1243) 1209-1229    |                                      |                                      |                                 |                                 |                                 |                                 |              |              |              |              |              |              |  |  |
|           |           |           |           |           |           |            |            |            |            |                           |                           | 1. Ermessenda 2. Gueraua de Calders           | 1. Ermessenda 2. Gueraua de Calders           | 1. Ermessenda 2. Gueraua de Calders           | 1. Ermessenda 2. Gueraua de Calders           | 1. Ermessenda 2. Gueraua de Calders           | 1. Ermessenda 2. Gueraua de Calders           |                                     |                                     |                                             |                                             |                                              |                                              | Peire V (? - vers 1243) 1209-1229            | Peire V (? - vers 1243) 1209-1229            | Peire V (? - vers 1243) 1209-1229            | Peire V (? - vers 1243) 1209-1229            | Peire V (? - vers 1243) 1209-1229    | Peire V (? - vers 1243) 1209-1229    |                                      |                                      |                                 |                                 |                                 |                                 |              |              |              |              |              |              |  |  |

## Liste chronologique des vicomtes
- Pierre Ier (992-1017)
- Udalgar (1017-1070)
- Pierre II (1070-1079)
- Arnaud Guillaume Ier (1079-1095)
- Arnaud Guillaume II (1095-1102)
- Guillaume Pierre (1102-1119)
- Udalgar II (1119-1164)
- Pierre III (1164-1165)
- Arnaud Ier de Fenouillet (1165-1173)
- Ava de Fenouillet, vicomtesse (1173-1229)
- Pierre IV de Fenouillet de Saissac, vicomte consort (1179-1209)
- Pierre V de Fenouillet de Saissac (1209-1248) règne entrecoupé en 1229-1242 d'un renoncement en faveur de Nunó Sanç de Roussillon
- Interrègne ou régence de Chabert de Barbaira (1248-1255)
- Hugues de Fenouillet de Saissac (1255-1261)

## Châteaux et fortifications de la vicomté de Fenouillèdes
- Château vicomtal Saint-Pierre de Fenouillet
- Château de Puilaurens
- Casteldos entre Escouloubre et Le Bousquet
- La tour de Triniac à Latour-de-France
- Château de Rabouillet
- Château de Montalba-le-Château